# Eumex

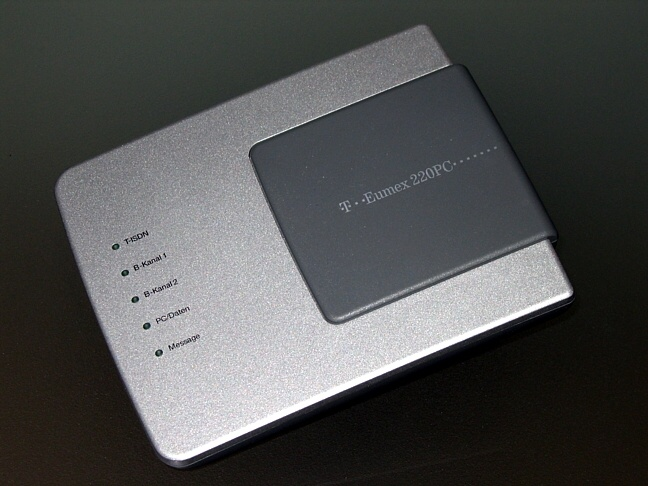
Eumex 220PC

Eumex war eine Serie von ISDN-Telefonanlagen der Deutschen Telekom, ab Mitte der 1990er bis Anfang der 2000er Jahre verkauft wurde. Zielgruppe waren vor allem Heimanwender, Büros und kleine Unternehmen. Die Deutsche Telekom stellte die Geräte nicht selbst her, sondern ließ sie von Drittunternehmen fertigen. Zulieferer von Eumex-Telefonanlagen waren unter anderem Ackermann ("Euracom"), Agfeo, AVM, DeTeWe, Elmeg und Funkwerk.
Die meisten Eumex-Anlagen der letzten Generation verfügten über integrierte ISDN-Karten, bei manchen war auch ein DSL-Modem oder ein Router eingebaut. Die Konfiguration der Eumex-Telefonanlagen konnte in der Regel über einen PC erfolgen.